# Rusalka (ópera)
Rusalka pron.ⓘ B. 203 (op. 114) é uma ópera em três atos com música de Antonín Dvořák e libreto em checo de Jaroslav Kvapil (1868-1950). A sua estreia foi em Praga em 31 de março de 1901, sob direção de Karel Kovařovic. O nome da ópera provém da mitologia eslava, onde Russalka é um espírito feminino da água que vive em lagos ou rios.

## Personagens

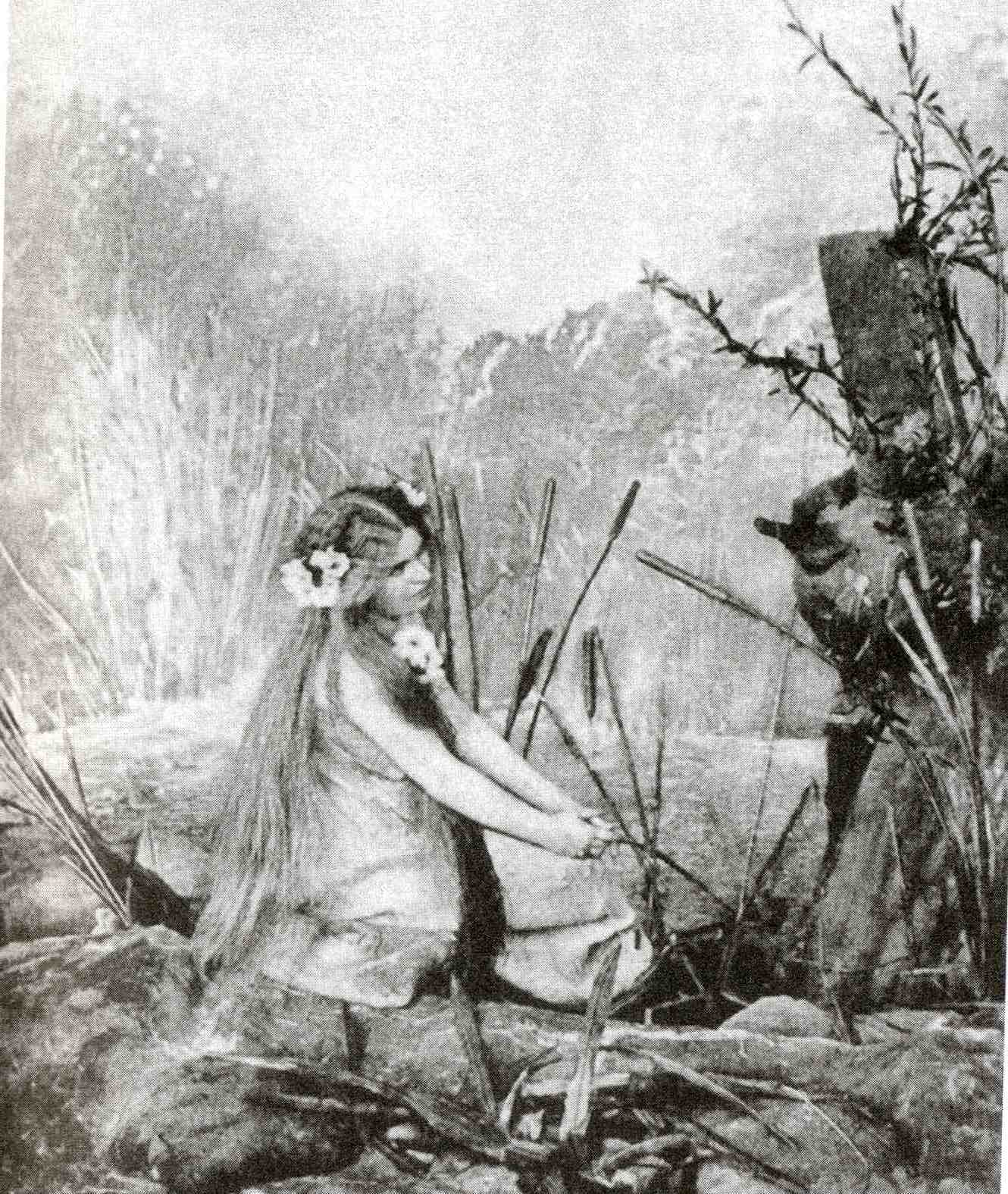
Růžena Maturová como a primeira Rusalka

| Personagem                        | Tessitura               | Elenco da estreia, 31 de março de 1901 (Maestro: Karel Kovařovic) |
| --------------------------------- | ----------------------- | ----------------------------------------------------------------- |
| Rusalka                           | soprano                 | Růžena Maturová                                                   |
| O príncipe                        | tenor                   | Bohumil Pták                                                      |
| Vodník, duende da água            | baixo                   | Václav Kliment                                                    |
| Princesa sxtrangeira              | soprano ou mezzosoprano | Marie Kubátová                                                    |
| Ježibaba, uma bruxa               | contralto               | Růžena Vykoukalová-Bradáčová                                      |
| A duquesa                         | contralto               | Marta Krásová-Jirák                                               |
| Primeira pequena duende do bosque | soprano                 | Amalie Bobková                                                    |
| Segunda pequena duende do bosque  | soprano                 | Ella Tvrdková                                                     |
| Tercera pequena duende do bosque  | mezzosoprano            | Helena Towarnická                                                 |
| Guarda florestal                  | barítono                | Adolf Krössing                                                    |
| Empregada doméstica               | soprano                 | Vilemína Hájková                                                  |
| Um caçador                        | barítono                | František Šír                                                     |

## Argumento
o argumento é baseado numa fábula popular da Morávia. Rusalka, a fada dos lagos, pede a uma bruxa que a transforme em mulher para se entregar ao amor de um jovem príncipe. O poder da bruxa é limitado e a ninfa converte-se numa princesa muda. É uma obra de fantasia, na qual o elemento dramático existe centrado na ação poética e simbólica.
O extrato mais famoso de Rusalka é a ária de Rusalka “Lua no céu profundo” (Měsíčku na nebi hlubokém). A soprano eslovaca Lucia Popp ficou famosa pela sua interpretação. As sopranos Gabriela Beňačková, Renée Fleming e Anna Netrebko também fizeram interpretações bem conhecidas desta ária. Joan Hammond também fez uuma gravação na década de 1950, quando a ópera não era muito conhecida fora da Checoslováquia.